# Бережок (Долговское сельское поселение)
Бережок — деревня в Мошенском районе Новгородской области России. Входит в состав Долговского сельского поселения.

## История
На трёхвёрстной топографической карте Фёдора Шуберта, изданной в 1879 году, обозначено сельцо Бережок.
До революции деревня входила в состав Долговской волости Боровичского уезда. По состоянию на 1911 год в Бережке имелось 5 дворов, 8 жилых строений и проживало 50 человек. Основным занятием жителей было земледелие.  

## География
Деревня расположена в восточной части района. Расстояние до села Мошенское — 45 км, до деревни Долгое — 13 км. Находится на восточном берегу озера Великое. Ближайший населённый пункт — деревня Анашкино (900 метров на север).

## Население
| 2010 |
| ---- |
| 8    |

Население по переписи 2002 года — 7 человек.
Согласно результатам переписи 2002 года, в национальной структуре населения русские составляли 86 % от жителей.